# Vesterport (København)
 For alternative betydninger, se Vesterport. (Se også artikler, som begynder med Vesterport)
Vesterport var en af Københavns fire byporte, beliggende på det nuværende Rådhuspladsen. De tre andre byporte til København var Østerport, Nørreport og Amagerport.
Vesterport blev opført i 1583 og senere genopbygget i sten af Frederik 3. i 1668. Portrummet i den nye port var ca. 3¾ meter bredt og godt 4½ meter højt. Som en arkitektonisk finurlighed anvendtes kanonløb til de søjler der bar hovedgesimsen. I 1722 blev den restaureret hvorfor Frederik 4.s kronede initialer og årstallet 1722 var indhugget i toppen af portfacaden, længere nede stod Frederik 3.s monogram og årstallet for den oprindelige opførelse. 
Vesterport var den mest befærdede af byens porte, da det var denne der anvendtes til almindelig kørsel af varer fra Sjælland. Desuden vendte den ud til den landevej der krydsede Sjælland og endte i Korsør, hvor rejsende fra Fyn og Jylland oftest ankom fra.
Lige inden for porten på venstre hånd befandt Vesterports-vagten sig. Her skulle rejsende med postvognen henvende sig ved ankomsten til byen for at melde sit navn. På højre hånd lå Halmtorvet, hvor bønderne solgte halm og hø, foruden heste. Den havde også tidligere været benyttet til henrettelser af dødsdømte.
Porten blev revet ned i 1857 da København ophørte at være en befæstet by. På stedet blev Rådhuspladsen senere anlagt.
Der blev i 1925 opsat en af P.V. Jensen Klint tegnet nulpunktsten på Rådhuspladsen, hvor Vesterport var placeret.

## Ekstern henvisning
- Beskrivelse af Vesterport

55°40′34.59″N 12°34′8.72″Ø / 55.6762750°N 12.5690889°Ø